# 261291 Fucecchio
261291 Fucecchio este un asteroid din centura principală de asteroizi.

## Descriere
261291 Fucecchio este un asteroid din centura principală de asteroizi. A fost descoperit pe 31 octombrie 2005 la observatorul astronomic din Andrușivka. Asteroidul prezintă o orbită caracterizată de o semiaxă mare de 2,96 ua, o excentricitate de 0,07 și o înclinație de 9,2° în raport cu ecliptica.